# زخاريا
زخاريا هي موشاف تقع في وسط إسرائيل، تقع بالقرب من مدينة بيت شيمش، تأسست الموشاف عام 1950 على أراضي قرية زكريا العربية المُهجرة.